# Алжир отвисоко
„Алжир отвисоко“ (на френски: L'Algérie vue du ciel) е алжирско-френски документален филм от 2015 г. на режисьора Ян Артюс-Бертран.
Премиерата на филма е на 16 юни 2015 г. В него се представя полет над Алжир – най-голямата по площ държава в Африка. Представени са крайбрежието на Средиземно море, пустинята Сахара, градовете Оран, Алжир, Константин, Анаба и др.